# Mary Stoiana
Mary Stoiana (* 6. Mai 2003 in Southbury, Connecticut) ist eine US-amerikanische Tennisspielerin.

## Karriere
Stoiana begann mit vier Jahren das Tennisspielen und bevorzugt Hartplätze. Sie spielt bislang vor allem Turniere der ITF Women’s World Tennis Tour, wo sie bislang je einen Titel im Einzel und im Doppel gewinnen konnte.
2023 qualifizierte sie sich für das Hauptfeld im Dameneinzel der mit 60.000 US-Dollar dotierten Palmetto Pro Open. Dort unterlag sie in der ersten Runde Julija Starodubzewa mit 5:7 und 0:6. Ende Juli erreichte sie bei den ebenfalls mit 60.000 US-Dollar dotierten Dallas Summer Series als Qualifikantin mit drei Zweisatz-Siegen über Ashley Lahey, Ann Li und Himeno Sakatsume das Halbfinale, wo sie dann gegen Wang Yafan knapp in drei Sätzen verlor. Anfang August erhielt sie eine Wildcard für die mit 100.000 US-Dollar dotierte Koser Jeweler Tennis Challenge, wo sie mit Siegen über Simona Waltert und Madison Sieg das Viertelfinale erreichte und dann gegen Madison Brengle verlor. Als SEC Player of the Year erhielt sie dann von der United States Tennis Association (USTA) eine Wildcard für die Qualifikation zu den US Open 2023, wo sie in der ersten Runde auf Viktorija Golubic trifft.

### College Tennis
Seit 2021 spielt sie für die Aggies der Texas A&M University.

## Turniersiege

### Einzel
| Nr. | Datum            | Turnier | Kategorie | Belag     | Finalgegnerin | Ergebnis |
| --- | ---------------- | ------- | --------- | --------- | ------------- | -------- |
| 1.  | 13. Oktober 2024 | Edmond  | ITF W75   | Hartplatz | Alana Smith   | 7:5, 6:3 |

### Doppel
| Nr. | Datum        | Turnier  | Kategorie | Belag     | Partnerin     | Finalgegnerinnen         | Ergebnis          |
| --- | ------------ | -------- | --------- | --------- | ------------- | ------------------------ | ----------------- |
| 1.  | 8. Juli 2023 | Lakewood | ITF W15   | Hartplatz | Fiona Crawley | Mary Lewis Brandy Walker | 7:5, 6:73, [10:5] |